# Oruza rupestre
Oruza rupestre är en fjärilsart som beskrevs av Freyer 1912. Oruza rupestre ingår i släktet Oruza och familjen nattflyn. Inga underarter finns listade i Catalogue of Life.